# O Biduedo

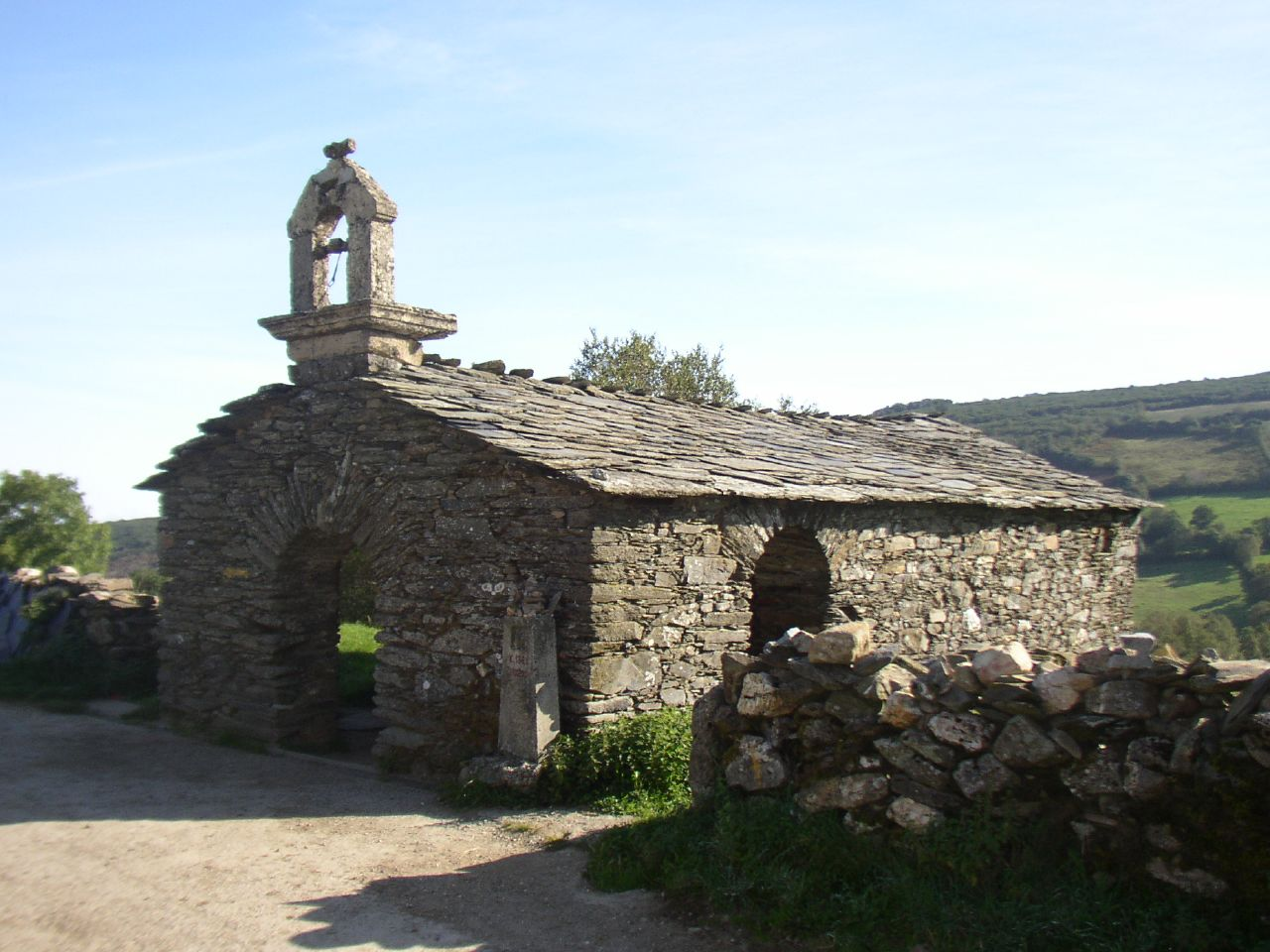
Ermita de San Pedro in O Biduedo

O Biduedo ist ein Ort am Jakobsweg in der Provinz Lugo der Autonomen Gemeinschaft Galicien, administrativ ist er von Triacastela abhängig.
Im Mittelalter befand sich hier eines von fünf Pilgerhospizen auf der Strecke von O Cebreiro bis Biduedo. Im Dorf gibt es eine einfache Kapelle aus Feldstein, die Ermita de San Pedro, mit einer für diese Gegend typischen Schieferdeckung.